# Kennan (Wisconsin)
Kennan es una villa ubicada en el condado de Price en el estado estadounidense de Wisconsin. En el Censo de 2010 tenía una población de 135 habitantes y una densidad poblacional de 26,26 personas por km².

## Geografía
Kennan se encuentra ubicada en las coordenadas 45°31′48″N 90°35′13″O / 45.53000, -90.58694. Según la Oficina del Censo de los Estados Unidos, Kennan tiene una superficie total de 5.14 km², de la cual 5.14 km² corresponden a tierra firme y (0%) 0 km² es agua.

## Demografía
Según el censo de 2010, había 135 personas residiendo en Kennan. La densidad de población era de 26,26 hab./km². De los 135 habitantes, Kennan estaba compuesto por el 100% blancos, el 0% eran afroamericanos, el 0% eran amerindios, el 0% eran asiáticos, el 0% eran isleños del Pacífico, el 0% eran de otras razas y el 0% pertenecían a dos o más razas. Del total de la población el 0.74% eran hispanos o latinos de cualquier raza.